# Fedorella
Fedorella is een monotypisch geslacht van mosdiertjes uit de familie van de Cleidochasmatidae. De wetenschappelijke naam van het geslacht is voor het eerst geldig gepubliceerd in 1947 door Silén.

## Soort
- Fedorella minima Silén, 1947